# Magda Portal

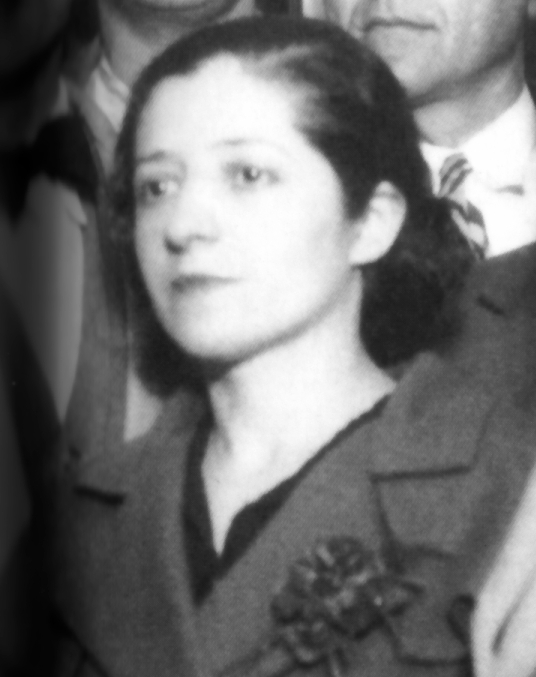
Magda Portal, Archiv des Fotografen Alberto Leiva La Rosa, ca. 1930

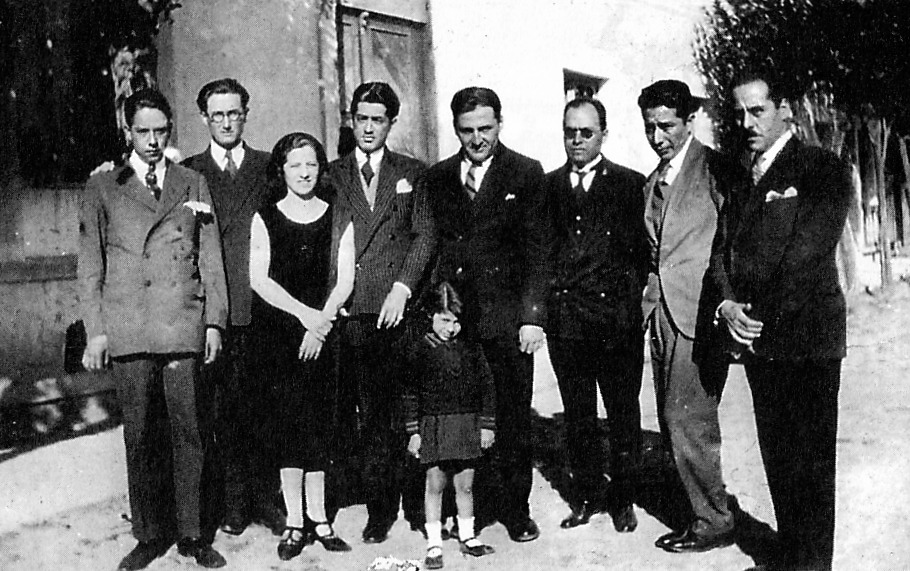
Zelle der exilierten Apristas in Mexiko, 1929. Von links nach rechts: Esteban Pavletich, Carlos Manuel Cox, Magda Portal, Serafín Delmar, Haya de la Torre, Enríquez y Vásquez Díaz. Das Mädchen ist Gloria, die Tochter von Magda.

María Magdalena Julia del Portal Moreno, meist kurz Magda Portal genannt, (* 27. Mai 1900 im Distrikt Barranco, Lima; † 1. Juli 1989 ebenda) war eine peruanische Autorin, Feministin und politische Aktivistin. Sie war in der literarischen Bewegung der vanguardia poetica in Peru und Lateinamerika anerkannt und war eine der Gründerinnen der politischen Partei Alianza Popular Revolucionaria Americana (APRA). Sie war die erste Dichterin der Vanguardia in Lateinamerika, José Carlos Mariátegui bezeichnete sie als „primera poetisa del Perú“, und sie war die erste Vertreterin des militanten Feminismus in Peru.

## Leben
Portal wurde als zweite Tochter von Pedro Pablo Portal Ortega und Rosa Amelia Moreno del Risco, die insgesamt vier Kinder (drei Töchter und einen Sohn) hatten, in Barranco geboren. Die Familie zog nach Callao, wo der Vater in der Immobilienbranche arbeitete. Als Portal fünf Jahre alt war, starb der Vater an einer plötzlichen Lungenkrankheit. Die Mutter musste den Lebensunterhalt mit Näharbeiten bestreiten, bis eines Tages wegen unbezahlter Schulden ihr Haus gepfändet wurde. Dieses Ereignis prägte Magdas Leben, und wie sie in ihrer Autobiografie erzählt, war es ihr erster Kontakt mit Ungerechtigkeit. Ihre Mutter heiratete wieder und bekam weitere Kinder. Von da an war das Leben ihrer Familie von ständigen Wohnortwechseln geprägt.
Nach dem Abschluss der Mittelschule arbeitete Portal Magda in verschiedenen Berufen: als Assistentin in einem Fotostudio, in einer Kommissionärsagentur, in einer Lithografiewerkstatt. Mit 17 Jahren begann sie, als Gasthörerin die Universidad Mayor de San Marcos zu besuchen. Sie selbst sagt, sie hätte einen Hörsaal betreten, sich hingesetzt und den Vorlesungen zugehört, und niemand hätte sie aufgehalten. Sie freundete sich mit Studenten und jungen Intellektuellen an, von denen später namhafte Dichter und Schriftsteller werden würden, wie César Vallejo, Alcides Spelucin oder Antenor Orrego.
Sie wird zu der Zeit als schön und von zierlicher Statur mit blauen Augen und lockigem rötlichen Haar beschrieben. Im Kontrast dazu soll sie einen unternehmungslustigen und ungestümen Charakter gehabt haben. Ihre Freunde, die jungen Politiker der Zeit (wie Víctor Raúl Haya de la Torre, Manuel Seoane Corrales, die Brüder Federico und Reynaldo Bolaños) hofierten sie und nannten sie "La muñeca" (die Puppe).
Durch die Bekanntschaft mit Haya de la Torre bildeten sich auch ihre politischen Überzeugungen aus, in einer Zeit in der Haya de la Torre zunächst erfolgreich für eine Universitätsreform kämpfte und zunehmend in Distanz zum Regime des autoritär regierenden Augusto Leguía y Salcedo geriet.
Sie hatte eine Beziehung mit Federico Bolaños, einem Dichter und Publizisten aus Huancayo, eine Verbindung, aus der 1923 eine Tochter namens Gloria hervorging. Doch sie trennte sich von Federico und wurde die Partnerin seines Bruders Reynaldo, ebenfalls ein Dichter, besser bekannt unter seinem Pseudonym Serafín Delmar. Zu dritt gaben sie 1924 die erste avantgardistische Literaturzeitschrift in Peru heraus, Flechas.

### Literarischer Werdegang
Zu dieser Zeit begann Portal, Kurzgeschichten und Gedichte zu schreiben. Ihre erste veröffentlichte Komposition erschien 1920 in der Zeitschrift Mundial. Es war ein Gedicht mit dem Titel "En voz baja…" (Mit leiser Stimme…), das sie unter dem Pseudonym Tula Sovaina schrieb.
1923 nahm sie unter dem Pseudonym Lorelei an den Juegos Florales (Frühlingsfest) der Universidad Mayor de San Marcos teil und präsentierte eine Serie von drei Gedichten mit dem Titel Nocturnes, die den ersten Preis gewann. Als die Organisatoren bemerkten, dass sich hinter dem Pseudonym eine Frau verbarg, wollten sie aber den Brauch, dass der Gewinner seine Komposition einer Dame widmet, nicht ändern und beschlossen, einen Sonderpreis für Portal zu schaffen und den ersten Preis dem Zweitplatzierten, dem Dichter Alberto Guillén, zu geben. Obwohl ihr das absurd und diskriminierend vorkam, akzeptierte Portal, verließ dann aber die Zeremonie, als sie bemerkte, dass Präsident Augusto Leguía selbst den Preis überreichen würde. Die Episode erreichte die Presse und sorgte für eine gewisse Bekanntheit von Portal. Das Gedicht wurde von dem Dichter José Gálvez Barrenechea, einem Mitglied der Jury, vorgetragen. Das Werk war ein Teil von Portals erster Gedichtsammlung mit dem Titel Ánima absorta, die sie nie veröffentlichte und Jahre später vernichtete.
Portal begleitete Serafín Delmar auf einer Reise nach Bolivien im Jahr 1925. Zurück in Peru schloss sie sich der Gruppe um José Carlos Mariátegui an, arbeitete mit ihm bei der Zeitschrift Amauta zusammen und engagierte sich für entstehenden Universidades Populares . Zusammen mit Serafín Delmar veröffentlichte sie 1926 ein Buch mit Kurzgeschichten mit dem Titel El derecho de matar.
1927 veröffentlichte sie ihre erste Gedichtsammlung im Verlag Editorial Minerva von Mariátegui mit dem Titel Una esperanza y el mar. Das Werk positionierte sie als erste weibliche Dichterin der Vanguardia in Lateinamerika. Mariátegui selbst lobte ihr poetisches Werk und widmete ihr einen Platz in seinen 7 ensayos de interpretación de la realidad peruana (Sieben Essays zur Interpretation der peruanischen Realität), indem er sie als die „erste Dichterin Perus“ bezeichnete.

### Politische Aktivitäten
Wie Haya de la Torre und andere politisch Engagierte in den 1920er Jahren mussten sie und Serafin 1927 ins Exil, zunächst nach Kuba und dann nach Mexiko. Dort schloss sie sich 1928 der APRA und der damit verbundenen Bewegung des "Aprismus" an. Haya de la Torre ermunterte sie, die Dichtung zugunsten der Politik zurückzustellen und sie unternahm eine Reise durch die Antillen und Kolumbien, um die Gedanken des Aprismus voranzutreiben.
Mariátegui lud sie ein, seiner neu gegründeten marxistisch-leninistischen Partido Socialista del Perú beizutreten, aber Portal bevorzugte den antiimperialistischen und nationalen Weg der APRA. Dennoch arrangierte sie zusammen mit ihren APRA-Kollegen ein Treffen mit Mariátegui, um die Angelegenheit zu klären, und machte sich auf den Rückweg nach Südamerika. Sie fuhr mit dem Boot an der peruanischen Küste entlang, konnte aber nicht von Bord gehen, da es einen Befehl gab, sie festzusetzen. Sie setzte ihre Reise nach Chile fort und kam in Valparaíso an. Von dort aus ging sie nach Santiago, wo sie acht Tage lang inhaftiert wurde, da man ihr vorwarf, sie wolle subversive Propaganda machen. Das nächste Ziel war Buenos Aires, wo sie sich mit Mariátegui verabredet hatte, der aber im April 1930 in Lima starb.
Nach dem Sturz von Präsident Leguía im August 1930 kehrte Portal nach Peru zurück. Sie widmete sich ganz der Parteiarbeit innerhalb der APRA, deren nationalem Exekutivkomitee sie als Sekretärin für Frauenangelegenheiten beitrat. Es gelang ihr, der Verfolgung durch die Regierung von Luis Miguel Sánchez Cerro zu entgehen. Serafín Delmar wurde gefangen genommen und zu 20 Jahren Gefängnis verurteilt, weil er beschuldigt wurde, an einem Attentat auf Präsident Cerro beteiligt gewesen zu sein.
Während der Regierung von Oscar R. Benavides wurde sie in Chiclayo verhaftet (26. November 1934). Portal verbrachte 500 Tage im Frauengefängnis von Lima. Als sie entlassen wurde, ging sie nach Bolivien. Von dort ging sie nach Chile, wo sie mehrere Jahre lebte. Dort veröffentlichte sie 1945 ihre zweite Gedichtsammlung Costa sur. Als 1945 das Verbot der APRA-Partei aufgehoben wurde, kehrte sie nach Peru zurück und reiste durch das Land, um politische Reden und Vorträge zu halten, die viele Menschen anzogen. Sie bekleidete weiterhin hochrangige Positionen als Mitglied des nationalen Exekutivkomitees der Partei und als Sekretärin für Frauenangelegenheiten und Direktorin der Nationalen Bewegung für die Bildung von Frauen (Movimiento Nacional para la Educación de las Mujeres). 1946 organisierte sie den ersten Nationalkongress der Aprista-Frauen (Convención Nacional de mujeres apristas), zu dessen Präsidentin sie ernannt wurde.
Am 3. Januar 1947 beging ihre Tochter Gloria Selbstmord. Nach Angaben der Familie gab es keine Hinweise auf die Motive, es gibt aber Hinweise, dass es aufgrund einer enttäuschten Liebe war. Ihre Mutter war gegen ihre Beziehung zu einem Klassenkameraden, von dem sich später herausstellte, dass er verheiratet war. Portal hat sich nie öffentlich dazu geäußert, obwohl es sie offensichtlich schwer und nachhaltig getroffen hatte.
Ihre Distanzierung von der APRA erfolgte schrittweise, da sie mit der politischen Ausrichtung der Partei nicht einverstanden war, die ihre antiimperialistischen und marxistischen Postulate aufzugeben begann und sich immer weiter nach rechts bewegte. Dies fand einen Höhepunkt während einer öffentlichen Konfrontation mit Haya de la Torre während des Zweiten Parteitags 1948, als der APRA-Führer der Meinung war, dass Frauen, da sie in Peru nicht wählen durften, keine Parteikämpferinnen (mit den damit verbundenen Rechten) sein konnten, sondern nur Sympathisantinnen. Der Dialog wurde aufgezeichnet:

„Torre: Hemos llegado a la conclusión de que las mujeres, dado que en el Perú no votan, no pueden ser consideradas como auténticos miembros del Partido Aprista. Las mujeres solo pueden ser simpatizantes.“ 
„Portal: ¡Pido la palabra! (Ich bitte ums Wort!)“ 
„Torre: No hay nada en debate. (Hier gibt es nichts zu diskutieren.)“ 
„Portal: ¡Esto es fascismo! (Das ist Faschismus!)“

Eine weitere Bruchstelle zeichnete sich ab als Elemente des linken Flügels der APRA 1948 den Aufstand der Seeleute in Callao schürten, der blutig niedergeschlagen wurde. Portal beschuldigte die APRA-Führer, Verräter und Feiglinge zu sein, weil sie einen „Aufstand des Volkes“ nicht unterstützten. Zusammen mit weiteren Radikaleren, mehrheitlich Frauen, trat Portal danach aus der Partei aus.
Abseits des politischen Lebens widmete sie sich ihrer literarischen Berufung und war zwölf Jahre lang Vertreterin des Fondo de Cultura Económica in Mexiko. Im Jahr 1956 veröffentlichte sie ihren einzigen Roman: La trampa (Die Falle), ein Zeugnis ihrer Zeit in der Aprismo-Bewegung. Im Jahr 1965 veröffentlichte sie ihre dritte Gedichtsammlung: Constancia del ser.
Sie war Sekretärin der Asociación Nacional de Escritores y Artistas (Nationale Vereinigung der Schriftsteller und Künstler) und war von 1980 bis 1986 deren Präsidentin. Sie engagierte sich in der feministischen Bewegung.
1985 kam die APRA mit Alan García an die Macht, der sie zur Rückkehr in die Partei einlud. Sie lehnte das Angebot mit den Worten „Yo avanzo, no retrocedo“ („Ich gehe vorwärts, nicht rückwärts“) ab.
Sie starb im Hospital Guillermo Almenara Irigoyen in Lima, und wie in ihrem Testament bestimmt wurden ihre sterblichen Überreste eingeäschert und ins Meer bei Barranco verstreut.

## Nachleben
Judy Chicago widmete Portal eine Inschrift auf den dreieckigen Bodenfliesen des Heritage Floor ihrer 1974 bis 1979 entstandenen Installation The Dinner Party. Die mit dem Namen Magda Portal beschrifteten Porzellanfliesen sind dem Platz mit dem Gedeck für Sacajawea zugeordnet.
Die Benson Latin American Collection, eine amerikanische Bibliothek, kaufte 1986 das Literaturarchiv von Portal.

## Werke
Lyrik
Ihre ersten Gedichtsammlungen Ánima absorta (1920–1924), Vidrios de amor (1925) und El desfile de las miradas (1926) wurden nie veröffentlicht. Das erste wurde 1928 von Portal selbst vernichtet; das letzte wurde in der Gedichtsammlung Una esperanza i el mar (mit einem lateinischen „i“, als Hommage an Manuel González Prada) neu verfasst.
Veröffentlichte Anthologien:
- Una esperanza i el mar (Lima, Editorial Minerva, 1927)
- Costa sur (Santiago de Chile, Imprenta Nueva, 1945)
- Constancia del ser (Lima, Talleres Gráf. Villanueva, 1965)

Im Jahr 2010 wurden gesammelte Werke (Obra poética completa, Lima, Fondo de Cultura Económica), zusammengestellt von Daniel R. Reedy, veröffentlicht. Zusätzlich zu den genannten Gedichtsammlungen enthält der Band unter dem Titel Poesía interdicta eine Sammlung einzelner Werke aus den Jahren 1965 bis 1988.
Erzählungen
- El derecho de matar (La Paz, Imprenta Continental, 1926), Geschichten in Zusammenarbeit mit Serafín Delmar
- La trampa (Lima, Ediciones Raíz, 1957; Neuauflage: Lima, Cocodrilo Ediciones, 2018), Roman, der von Portals militantem „Aprismus“ (Anhängerschaft an die APRA) zeugt. Der Roman basiert auf der Ermordung von Antonio Miró Quesada de la Guerra und seiner Frau im Jahr 1935 durch den jungen APRA-Aktivisten Carlos Steer, der zu zwanzig Jahren Gefängnis verurteilt wurde. Portal wirft im Roman den Parteiführern vor, die inhaftierten Kämpfer im Stich gelassen haben. Luis Alberto Sánchez urteilte, dass der Roman „Anspielungen und Anschuldigungen versammelt, die […] in das fragwürdige Format einer Verleumdung ohne Namensnennung gegossen, Zweifel an ihrer Wahrhaftigkeit hinterlassen“.[13]
- La vida que yo viví (Lima, Casa de la Literatura Peruana, 2017), Autobiographie, zusammengestellt von Kristel Best Urday und von Portals Nichte und Nachlassverwalterin Rocío Revolledo autorisiert.[14]

Essays
- El nuevo poema y su orientación hacia una estética económica (1928)
- América Latina frente al Imperialismo (1929, 1931 y 1950)
- Frente al momento actual (1931)
- Defensa de la revolución mexicana (1931)
- Hacia la mujer nueva (1933)
- Flora Tristán, la precursora (1944; überarbeitet und erweitert 1983)
- El partido aprista frente al momento actual. Quiénes traicionan al pueblo (1950)